# Aleksandr Lwow
Aleksandr Michajłowicz Lwow (ros. Александр Михайлович Львов; ur. 27 stycznia 1972 roku w Leningradzie) – rosyjski kierowca wyścigowy.

## Kariera
Lwow rozpoczął karierę w wyścigach samochodowych w 1991 roku od startów w Formule Easter. W 1999 roku w Lada Cup Russia został sklasyfikowany na piątej pozycji. W późniejszych latach Rosjanin startował także w Russian Touring Car Championship, German Touring Car Challenge, European Touring Car Cup, World Touring Car Championship, Skandynawskiego Pucharu Porsche Carrera, Estonian Touring Car Championship, Finnish Super Touring Championship oraz SCCA Pro Racing World Challenge.
W World Touring Car Championship Rosjanin startował w latach 2007-2008 z rosyjską ekipą Golden Motors. Podczas drugiego wyścigu hiszpańskiej rundy w sezonie 2008 uplasował się na szesnastej pozycji, co było jego najlepszym wynikiem w mistrzostwach. W klasyfikacji kierowców niezależnych uplasował się na trzynastej pozycji.